# Aron Densușianu

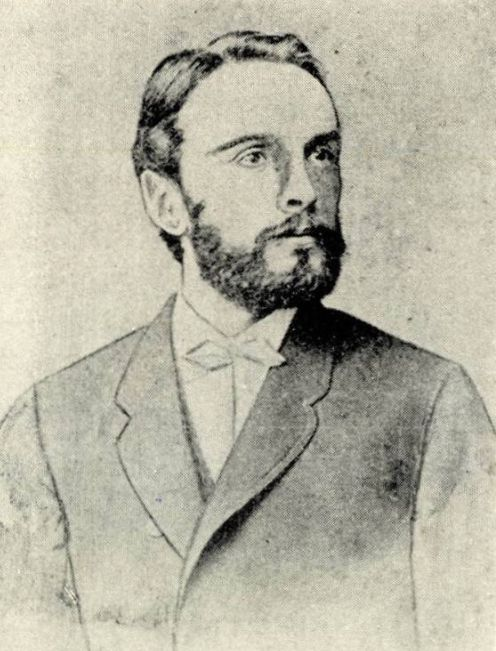
Aron Densușianu

Aron Densușianu (* 19. November 1837 in Densuș, Kreis Hunedoara; † 2. September 1900 in Iași) war ein rumänischer Autor, Romanist und Rumänist.

## Leben
Densușianu entstammte der siebenbürgischen Adelsfamilie Pop von Hațeg. Er studierte Jura in Hermannstadt (Abschluss 1864) und wurde Rechtsanwalt in Făgăraș (Fogarasch) und Brașov (Kronstadt). 1880 ging er nach Iași und war dort ab 1882 Professor für Latein. Ab 1883 war er an der Universität Iași Professor für Literatur und 1877 Korrespondierendes Mitglied der Rumänischen Akademie.
In Cluj-Napoca (Klausenburg) ist eine Straße nach ihm benannt, in Hațeg (Hötzing) eine Schule.
Aron Densușianu war der Bruder des Historikers Nicolae Densusianu (1846–1911), sowie der Vater von Ovid Densusianu und der Medizinprofessorin Elena Densușianu-Pușcariu (1875–1966).

## Werke
- Aron Densușianu: Istoria limbei și literaturei române, Iași 1885, 1894
- Georgeta Antonescu (Hrsg.): Cercetări literare, hrsg. von Georgeta Antonescu, Cluj-Napoca 1983
- Georgeta Antonescu (Hrsg.): Negriada, Minerva, Bukarest 1988